# Paraheliophanus jeanae
Paraheliophanus jeanae is een spinnensoort in de taxonomische indeling van de springspinnen (Salticidae).
Het dier behoort tot het geslacht Paraheliophanus. De wetenschappelijke naam van de soort werd voor het eerst geldig gepubliceerd in 1977 door Clark & Pierre L. G. Benoit.